# Alexandr Șirvanzade
Alexandr Șirvanzade (n. 7 aprilie, 1858 în Șamahî — d. 7 august, 1935 în Kislovodsk) a fost un romancier și dramaturg armean. Numele său original este Alexandr Movsisian.
Alexandr Movsisian s-a născut la 7/19 aprilie 1858, în orașul Șamahî din provincia Șirvan (Azerbaidjan), într-o familie de croitori armeni. Mai târziu, scriitorul și-a luat pseudonimul "Șirvanzade" ("fiu al ținutului Șirvan").
A absolvit școala rusească din Șamahî în 1872. Mediul social din această școală, unde învățau copii armeni, ruși și azeri, i-a influențat educația în spiritul sentimentelor internaționaliste. În 1875, tânărul Alexandr Movsisian s-a mutat la Baku, unde a fost mai întâi copist la birourile administrației districtuale, apoi ajutor de contabil și contabil la birourile petroliere. Biblioteca înființată în 1878 la inițiativa Societății Umanistice din Baku avea să joace un rol important în formarea literară a viitorului scriitor. Alexandr Movsisian a devenit primul bibliotecar al orașului.
În 1883 s-a stabilit în orașul Tiflis, pentru a se consacra literaturii. În același an a publicat în periodicul Mșac (Muncitorul), la care va deveni secretar de redacție, prima sa lucrare literară, povestirea Incendiu la sondele de țiței.
În 1884-1885, Șirvanzade a scris primul său roman, Onoare, inspirat din viața unui oraș din provincie. Tot în această perioadă a scris nuvela Infirma (subiect dezvoltat ulterior în romanul Duh rău), povestirile Fatma și Asad și După cincisprezece ani, Din amintirile unui funcționar, Vardan Ahrumian.
În 1895, împreună cu alți intelectuali, a fost aruncat de către autoritățile țariste în închisoarea de la Meteh, sub învinuirea de "a fi provocat revolta conaționalilor din Turcia împotriva guvernării otomane".
În 1896-1897, Alexandr Șirvanzade a scris capodopera sa, romanul Haos. În 1898, Șirvanzade a fost exilat pentru doi ani la Odesa, aflându-se permanent sub supravegherea secretă a jandarmeriei. Iată ce scria Șirvanzade în romanul memorialistic Din vâltoarea vieții: "Haos s-a editat la tipografia Aror (Plugul) din Baku, dacă nu mă înșel în 3000 de exemplare, ceea ce pentru vremea respectivă reprezenta tirajul maxim. În roman s-au făcut tăieturi de către cenzură, dar nu-mi amintesc ce pasaje anume. Tipărirea cărții a coincis cu perioada cât am fost în exil, deci, fiind absent, n-am putut face nici corecturile de rigoare, nici adăugirile necesare. Când m-am întors din exil, cartea era aproape epuizată."
În toamna anului 1905, Șirvanzade a plecat cu familia la Paris, unde a rămas cinci ani. Acolo a scris comedia Șarlatanul, dramele Falitul, Pe ruine și Armenuhi.
În 1913, Șirvanzade se afla din nou la Moscova, articolele scrise în această perioadă fiind reunite în volumul Scrisori de la Moscova. În anii Primului Război Mondial, Șirvanzade s-a aflat pe frontul caucazian, iar în perioada 1920-1926 a întreprins călătorii în Turcia, Egipt, Italia și SUA. În 1926, s-a stabilit definitiv în Armenia sovietică, unde a publicat comedia Cuscrul lui Morgan și romanul memorialistic Din vâltoarea vieții și a scris scenariul filmului Ultima arteziană. Romanul Baku a rămas neterminat. Alexandr Șirvanzade s-a stins din viață în ziua de 7 august 1935, în orașul Kislovodsk, fiind înmormântat în Panteonul din parcul "Comitas", din Erevan.

## Opere
- Prințesa (Ishkhanouhi), 1891
- Haos (Kaos) , 1898 (editura Univers, 1986, traducere de Madeleine Karacașian)
- Yevgine, 1901
- Did she have the right? (Ouner Iravounk?), 1902
- Pentru cauza onoarei (Patevi Hamar), 1904
- Armenouhi, 1909
- Onoarea (Namous), 1911
- Duh rău (Char Voki), 1912
- Cuscrul lui Morgan (Morgani Khnamin), 1926